# Roger Carcassonne (résistant)
Pour les articles homonymes, voir Roger Carcassonne et Carcassonne (homonymie).
Roger Carcassonne dit Roger Carcassonne-Leduc, né le 12 janvier 1911 à Marnia et mort le 10 décembre 1991 à Paris, est un résistant français, compagnon de la Libération.

## Biographie
Industriel à Oran, né au sein d'une famille juive, Roger Carcassonne servit comme sous-lieutenant au 8e régiment du train. Envoyé en Tunisie, il comparut devant la justice militaire pour avoir fait afficher et distribuer le texte de l’Appel du 18 Juin du général de Gaulle.

### Fondation de l'organisation de résistance d’Oran
Muté avec son unité à Oran et démobilisé le 28 août 1940, Roger Carcassonne cherche immédiatement, avec son frère Pierre Carcassonne, à rejoindre l’Angleterre par Gibraltar. Mais en vain : les services policiers et maritimes de Vichy faisaient bonne garde et, la délation aidant, les condamnations les plus sévères pleuvaient sur ceux qui se faisaient capturer, allant jusqu'à la peine de mort.
Il réunit et organise alors, avec son frère Pierre, et quelques amis (Pierre Smadja, Pierre Galindo, Roger Bensoussan et son frère Edgar, Henri et Charlie Carcassonne, des étudiants et des jeunes médecins, Seboun, Roubès) dont le capitaine Louis Jobelot, un groupe qui se livra à une propagande discrète et essaya de rassembler le plus de monde possible. En mars 1941 à Oran, le capitaine Jobelot lui présenta Henri d'Astier de la Vigerie, officier au Deuxième Bureau de l’Armée d’Armistice, avec lequel il sympathisa immédiatement. Après quelques entrevues, les deux hommes décidèrent d'organiser un mouvement, destiné à regrouper tous ceux qui voulaient reprendre le combat contre les Allemands.

### Coordination avec la résistance algéroise
Roger et Pierre Carcassonne continuèrent à développer le recrutement et la coordination des groupes de choc et des agents de renseignement. Au mois d’août 1941 à Alger, Carcassonne rencontra son cousin José Aboulker, étudiant en médecine, qui avait également développé depuis septembre 1940 un noyau de résistants à Alger. Les deux hommes décidèrent de se tenir au courant de leurs activités, sans toutefois fédérer leurs organisations respectives.
Carcassonne à Oran, sous le pseudonyme de Leduc, et Aboulker à Alger poursuivirent leurs activités centrées sur la constitution de groupes armés et sur le renseignement (création d'un centre d'informations civiles et militaires). Mais ils exclurent toute activité de propagande, de peu d’effet et de nature à attirer sur eux l’attention des services de répression. En 1942, Carcassonne envoya son frère à Alger pour mettre José Aboulker en relation avec Henri d'Astier de la Vigerie. Par ailleurs, il prit en charge tous les frais du groupe d'Oran et finança également l'organisation pour toute l'Afrique du nord, au détriment des intérêts de son entreprise.

### Le putsch manqué et l'assistance au débarquement
Au début de novembre 1942, à la veille du débarquement allié en Afrique du nord, le groupe de Carcassonne aurait dû neutraliser Oran, par l’occupation des points stratégiques et l’arrestation des personnalités collaborationnistes, un temps suffisant pour permettre un débarquement sans opposition des forces alliées de l’opération Torch.

#### La divulgation du complot
La veille du débarquement, le lieutenant-colonel Tostain, qui avait accepté de couvrir de ses galons l’occupation d’Oran par les groupes civils de Carcassonne, révéla l’opération à son supérieur, le général Boisseau, dans l'espoir de le rallier, et lui annonça la date imminente du débarquement allié et le projet de coup de force de la résistance. Le général Boisseau, convaincu que Tostain avait voulu l’intoxiquer, n’en crut rien et mit le colonel aux arrêts, en s’abstenant d’informer Alger. Tostain fit alors avertir de sa démarche Roger Carcassonne qui fut donc contraint à la dernière minute de décommander le putsch, de crainte d'envoyer ses hommes au massacre.

#### L'assistance au débarquement allié
Carcassonne donna du moins à ses chefs de groupe les missions suivantes :
- préparer les zones d'atterrissage des parachutistes, envoyer des guides au-devant des troupes débarquées ;
- empêcher le sabotage du port, afin qu’il puisse être rapidement utilisé après le débarquement.

Constatant au petit matin du 8 novembre la réalité du débarquement, Boisseau engagea vivement le combat contre les Alliés, avec l’aide du général Touzet du Vigier. De leur côté, Roger Carcassonne et ses camarades, dont notamment l’ingénieur Moyne, réussirent à préserver le port d’une partie des sabotages ordonnés par les autorités vichystes, et entrèrent en communication avec les forces alliées, contribuant ainsi au succès de leurs opérations.

### Roger Carcassonne à l’état-major des FFL
Il devient un proche du général de Gaulle lorsque le chef de la France libre arrive à Alger le 30 mai 1943 dans le secret le plus absolu pour rencontrer le général Giraud. De Gaulle est accompagné d’une délégation réduite du Comité national français de Londres. Il dispose cependant sur place d’un service de protection composé de quelques Français libres, anciens volontaires du 8 novembre 1942 dirigé par Roger Carcassonne, accompagné par le sous-lieutenant Bernard Karsenty, ancien adjoint de José Aboulker lors du putsch du 8 novembre 1942 et de Germain Libine.
Roger Carcassonne rejoint ensuite la Grande-Bretagne, où il est affecté à l’état-major des Forces françaises libres, sous le nom de « capitaine Leduc » et participe à l’organisation de missions spéciales en territoire occupé.

### L'Association française de la Libération

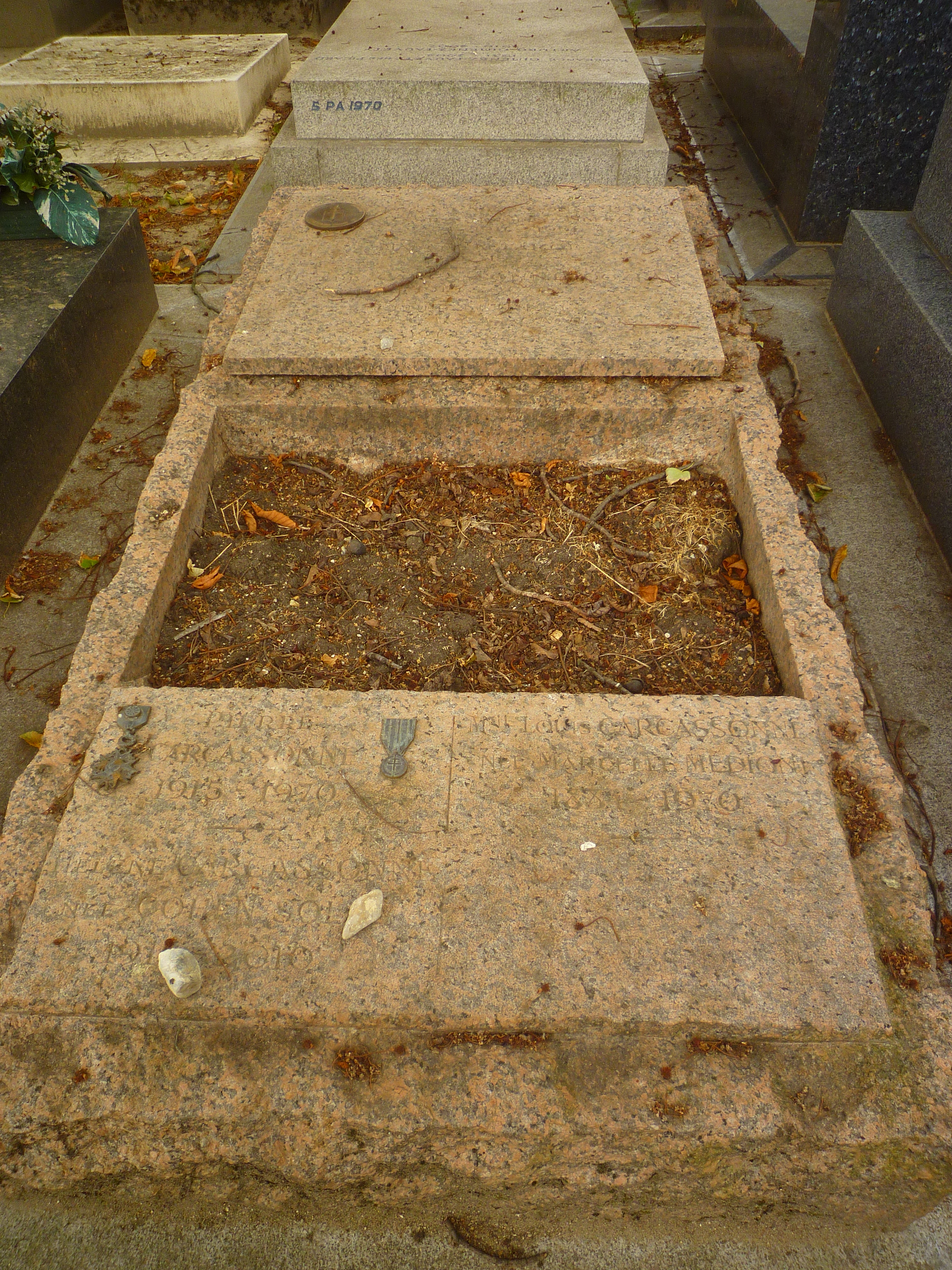
Tombe de Roger Carcassonne au cimetière Montparnasse (div. 12), à Paris.

Après la guerre, il présida l'Association française de la Libération du 8 novembre 1942, regroupant ses compagnons qui avaient résisté en Afrique du Nord.
En 1981, il témoigne au jury d’honneur constitué à la demande de Maurice Papon par le Comité d'action de la Résistance aux fins d’apprécier son comportement lorsqu’il fut secrétaire général de la préfecture de la Gironde durant l’Occupation du mois de mai 1942 au mois d’août 1944.
Roger Carcassonne meurt le 10 décembre 1991 à Paris. Il est inhumé au cimetière du Montparnasse à Paris.

## Décorations
Roger Carcassonne était titulaire des décorations suivantes :
- Commandeur de la Légion d'honneur
- Compagnon de la Libération par décret du 5 novembre 1945[11]
- Croix de guerre 1939–1945
- Médaille de la Résistance française par décret du 30 novembre 1943[12]

## Publication
- La première victoire, 8 novembre 1942, éditions Louis Pariente, 2001.  (ISBN 2840590530).